# Rotaciones y reflexiones en dos dimensiones

Equivalencia entre dos reflexiones sucesivas respecto a dos rectas diferentes (m y n); y una rotación desde el punto de intersección de las dos rectas

En geometría bidimensional, rotaciones y reflexiones son dos tipos de isometrías en el plano euclídeo que están relacionadas entre sí.

## Relación entre rotaciones y reflexiones
Una rotación en el plano se puede formar al componer un par de reflexiones. Primero, se calcula la reflexión de un punto P para obtener su imagen P′ al otro lado de la recta L1. A continuación, se calcula la reflexión de P′ para obtener su imagen P′′ al otro lado de la recta L2. Si las rectas L1 y L2 forman un ángulo θ entre sí, entonces los puntos P y P′′ formarán un ángulo de 2θ alrededor del punto O,  intersección de L1 y L2. Es decir, el ángulo POP′′ medirá 2θ.
Un par de rotaciones sobre el mismo punto O serán equivalentes a otra rotación sobre el punto O. Por otro lado, la composición de una reflexión y una rotación, o de una rotación y una reflexión (la composición no es conmutativa), será equivalente a una reflexión.

## Notación matemática
Las declaraciones anteriores se pueden expresar de forma más matemática. Sea una rotación sobre el origen O según un ángulo θ, denotada como Rot(θ); y sea una reflexión sobre una recta L que pasa a través del origen y que forma un ángulo θ con el eje x, denotada como Ref(θ). Ahora, se considera que estas rotaciones y reflexiones operan sobre todos los puntos del plano, que se representen mediante sus vectores de posición. 
Entonces, una rotación puede ser representada como una matriz
{\displaystyle \operatorname {Rot} (\theta )={\begin{bmatrix}\cos \theta &-\sin \theta \\\sin \theta &\cos \theta \end{bmatrix}},}
Y lo mismo para una reflexión
{\displaystyle \operatorname {Ref} (\theta )={\begin{bmatrix}\cos 2\theta &\sin 2\theta \\\sin 2\theta &-\cos 2\theta \end{bmatrix}}.}
Con estas definiciones de rotación y de reflexión de coordenadas, se tienen las siguientes cuatro identidades:
{\displaystyle {\begin{aligned}\operatorname {Rot} (\theta )\,\operatorname {Rot} (\phi )&\equiv \operatorname {Rot} (\theta +\phi ),\\\operatorname {Ref} (\theta )\,\operatorname {Ref} (\phi )&\equiv \operatorname {Rot} (2[\theta -\phi ]),\\\operatorname {Rot} (\theta )\,\operatorname {Ref} (\phi )&\equiv \operatorname {Ref} \left(\phi +{\frac {1}{2}}\theta \right),\\\operatorname {Ref} (\phi )\,\operatorname {Rot} (\theta )&\equiv \operatorname {Ref} \left(\phi -{\frac {1}{2}}\theta \right).\end{aligned}}}
Estas ecuaciones se pueden probar directamente mediante multiplicación de matrices y la aplicación de identidades trigonométricas.

## Estructura algebraica
El conjunto de todas las reflexiones respecto a rectas que pasan a través del origen y de todas las rotaciones respecto al origen, junto con la operación de composición de reflexiones y rotaciones, forma un grupo. El grupo tiene un elemento identidad: Rot(0). Cada rotación Rot(φ) tiene una rotación inversa Rot(-φ). Cada reflexión Ref(θ) es su propio inverso. La composición tiene cierre y es asociativa, ya que la multiplicación de matrices es asociativa.
Obsérvese que tanto Ref(θ) como Rot(θ) se han representado con matrices ortogonales. Todas estas matrices tienen un determinante cuyo valor absoluto es la unidad. Las matrices de rotación tienen determinante +1, y las matrices de reflexión tienen determinante −1.
El conjunto de todas las matrices ortogonales bidimensionales junto con la multiplicación de matrices forman el grupo ortogonal: O(2).
La siguiente tabla da ejemplos de rotaciones y de reflexiones, así como de sus matrices asociadas:
| Tipo     | Ángulo θ                | Matriz                                                                               |
| -------- | ----------------------- | ------------------------------------------------------------------------------------ |
| Rotación | 0°                      | {\displaystyle {\begin{pmatrix}1&0\\0&1\end{pmatrix}}}                               |
| Rotación | {\displaystyle \pm }45° | {\displaystyle {\frac {1}{\sqrt {2}}}{\begin{pmatrix}1&\mp 1\\\pm 1&1\end{pmatrix}}} |
| Rotación | 90°                     | {\displaystyle {\begin{pmatrix}0&-1\\1&0\end{pmatrix}}}                              |
| Rotación | 180°                    | {\displaystyle {\begin{pmatrix}-1&0\\0&-1\end{pmatrix}}}                             |

| Tipo      | Ángulo θ | Matriz                                                   |
| --------- | -------- | -------------------------------------------------------- |
| Reflexión | 0°       | {\displaystyle {\begin{pmatrix}1&0\\0&-1\end{pmatrix}}}  |
| Reflexión | 45°      | {\displaystyle {\begin{pmatrix}0&1\\1&0\end{pmatrix}}}   |
| Reflexión | 90°      | {\displaystyle {\begin{pmatrix}-1&0\\0&1\end{pmatrix}}}  |
| Reflexión | -45°     | {\displaystyle {\begin{pmatrix}0&-1\\-1&0\end{pmatrix}}} |